# Нильссон, Улле
Улле Нильссон Лёв (швед. Olle Nilsson Löv; род. 23 августа 2008) — шведский футболист, нападающий «Мьельбю».

## Клубная карьера
Является воспитанником «Мьельбю», где прошёл путь от детской и юношеской команды до основной. В ноябре 2024 года впервые был вызван в юношескую сборную Швеции до 16 лет. 28 марта 2025 года подписал с клубом первый контракт, рассчитанный на четыре года. 12 апреля во встрече с «Хеккеном» дебютировал в чемпионате Швеции, заменив в компенсированное ко второму тайму время Абдули Манне, став самым юным дебютантом чемпионата в истории клуба.

## Клубная статистика
| Выступление      | Выступление      | Выступление      | Лига | Лига | Кубки | Кубки | Конт. кубки | Конт. кубки | Итого | Итого |
| Клуб             | Лига             | Сезон            | Игры | Голы | Игры  | Голы  | Игры        | Голы        | Игры  | Голы  |
| ---------------- | ---------------- | ---------------- | ---- | ---- | ----- | ----- | ----------- | ----------- | ----- | ----- |
| Мьельбю          | Алльсвенскан     | 2025             | 1    | 0    | 0     | 0     | 0           | 0           | 1     | 0     |
| Мьельбю          | Итого            | Итого            | 1    | 0    | 0     | 0     | 0           | 0           | 1     | 0     |
| Всего за карьеру | Всего за карьеру | Всего за карьеру | 1    | 0    | 0     | 0     | 0           | 0           | 1     | 0     |